# Sunao na Mama
Singles de Mika Nakashima
Mienai Hoshi
(2007) Life
(2007)
Sunao na Mama est le 22e single de Mika Nakashima sorti sous le label Sony Music Associated Records le 14 mars 2007 au Japon. Il atteint la 18e place du classement de l'Oricon. Il se vend à 8 682 exemplaires la première semaine, et il reste 5 semaines dans le classement pour un total de 14 392 exemplaires vendus. C'est la plus mauvaise vente de single de Mika Nakashima à ce jour.
Sunao na Mama a été diffusé dans les commerces DoCoMo. La deuxième est une reprise d'une chanson célèbre, Fever, de Peggy Lee ; la version de Mika Nakashima a été enregistré par le bassiste Ron Carter. Les 2 chansons se trouvent sur l'album Yes.

## Liste des titres
| 1. | Sunao na Mama (素直なまま)                   | Ryoji                        | Ryoji                        | 5:25 |
| 2. | Fever                                        | Eddie Cooley, John Davenport | Eddie Cooley, John Davenport | 4:26 |
| 3. | Sunao na Mama (Sugiurumn Remix) (素直なまま) | Ryoji                        | Ryoji, Sugiurumn             | 8:20 |
| 4. | Sunao na Mama (Instrumental) (素直なまま)    | Ryoji                        | Ryoji, Sugiurumn             | 5:22 |